# Di Yi
Di Yi (kineski 帝乙 = "car Yi") bio je kralj drevne Kine iz dinastije Shang. Borio se protiv naroda Kun i Renfang te je dao izgraditi Shuofang. Bio je sin kralja Wen Dinga te brat ministra Bigana.
Ovo je popis djece Di Yija:
- Weiziqi (微子啟)
- kralj Zhou od Shanga
- Weizhong (微仲)
- Jizi?